# Pterocomma bailangense
Pterocomma bailangense är en insektsart. Pterocomma bailangense ingår i släktet Pterocomma och familjen långrörsbladlöss. Inga underarter finns listade i Catalogue of Life.